# Damithrax
Damithrax is een geslacht van kreeftachtigen uit de klasse van de Malacostraca (hogere kreeftachtigen).

## Soorten
- Damithrax hispidus (Herbst, 1790)
- Damithrax pleuracanthus (Stimpson, 1871)
- Damithrax spinosissimus (Lamarck, 1818)
- Damithrax tortugae (Rathbun, 1920)